# Acamptopappus
Acamptopappus là một chi thực vật có hoa trong họ Cúc (Asteraceae).

## Loài
Chi Acamptopappus gồm các loài: